# 金賽綸
金賽綸（韓語：김새론，羅馬化：Kim Sae Ron，2000年7月31日—2025年2月16日），韓國女演員。1歲起就作為童星出道，展開影劇之路，因有著超齡的演技，受到眾多評論家的讚賞而有「天才童星」之稱。曾與金裕貞、金所泫並稱為韓國童星界的「三金」，獲得「最美童星」的美譽。

## 演藝經歷

### 2001-2010年：忠武路冉冉升起的新星
- 2001年，以《Enfant》雜誌封面模特出道演藝圈。[7]

- 2009年，首次以演員身份參演電影《等待回家的日子（朝鲜语：여행자 (2009년 영화)）》，透過飾演無法輕易承認父親拋棄自己的事實，但最終接受了現實的「珍熙」一角，吸引了觀眾的注意。金賽綸是在歷時五個月的試鏡中，通过1000：1的競爭率被製作組發掘的女演員，電影相關人士評論“她的情緒和眼神與導演烏妮·勒孔特（英语：Ounie Lecomte）非常相似”，並補充說“她憑本能行事，每次都表現出驚人的高度專注和沈浸感”，從頭到尾扛起這部劇的金賽綸有著超越成人演員的觀眾吸引力[8]。同年5月隨電影受邀出席第62屆坎城影展「非競賽特別放映」單元，成為韓國踏上坎城影展红毯最年輕的女演員。國際銀幕對金賽綸的演技進行了評價，稱“非常出色”，“在電影整體上成為關注焦點的金賽綸，在珍熙從害羞到憤怒、粗魯的情緒變化之間自由地來回穿梭，展現出自然的演技”[9]。

- 2010年，憑電影《大叔》獲得韓國電影獎的最佳新人獎項，金賽綸在片中飾演一個與毒品為伍又酗酒的母親生活，之後被犯罪集團綁架，等待鄰家當鋪老闆營救的小女孩「素美」一角。 她细腻地表現出在缺乏父母關愛下早熟的小女孩的情感，獲得極高的評價，讓她一舉成名，被譽為「天才童星」[10]。日本媒體亦稱讚金賽綸為“在如此年輕的年紀很難表現出的非常出色的演技”，並補充“感覺看到了韓國電影的未來，她是一個有天賦的演員，而不僅僅是一個童星。”[11]。

### 2011-2015年：人氣與演技暴風式成長
- 2011年，開始出演電視劇，《能聽見我的心嗎？》(2011)、《媽媽是什麼》(2012)、《女王的教室》(2013)，演技日漸成熟。其中，在《女王的教室》飾演「瑞賢」，憑藉對與朋友們的和解以及友誼的現實描寫，獲得了第40屆MBC演技大賞童星獎，為她的首座電視劇獎項[12]。

- 2012年，金賽綸和妹妹金雅綸（朝鲜语：김아론）共同出演電影《芭比（朝鲜语：바비 (2012년 영화)）》，金賽綸飾演雖然出身貧寒卻沒有失去童真的女孩“順英”，代替智障父親承擔起實際的家務。姊妹共演及演技不僅讓本片成為熱門話題，更在義大利的吉福尼國際電影節（英语：Giffoni Film Festival）上成為首部獲得最佳影片的韓國電影[13]。

- 2014年，主演電影《道熙呀（朝鲜语：도희야）》，飾演在親生母親離家出走後，一直生活在繼父和祖母虐待之中的女孩。金賽綸起初婉拒這部電影，但過了一段時間後，她對導演表示願意接下「道熙」這個角色並說明：「我認為我必須這麼做。」，儘管這部電影被定為不適合青少年觀看，但在海外獲得好評且受邀參加第67屆坎城影展「一種注目」單元。繼《等待回家的日子》後，金賽綸再次現身坎城影展，演技也受到了評論家的稱讚，綜藝稱其“令人著迷”；抽動電影（英语：Twitch Film）指出“與之前的角色相比，她表現出了更多的層次和深度。”[14][15][16][17]憑藉本片，金賽綸被提名各大獎項，其中於第35屆青龍電影獎以15歲最年輕的候選人之姿，擊敗其他實力雄厚的成人演員，拿下最佳新人女演員獎；第35屆黃金攝影賞獲頒新人女演員獎[18]。隨後，她在驚悚片 《索命人孔蓋（朝鲜语：맨홀 (영화)）》中飾演一名被連續殺人犯綁架的聽障女孩；青少年奇幻浪漫電視劇《愛在高中》則飾演變成人類的天使，展現多樣化的演技。

- 2015年，金賽綸在為紀念光復70週年的KBS特輯電視劇《雪路》中擔任主角。這部僅兩集的電視劇講述在日本殖民統治下，命運不同卻又經歷同樣悲劇的兩個女孩之間令人心碎的友誼，2017年以電影的形式上映。飾演15歲慰安婦「英愛」一角的金賽綸表示：「我鼓起勇氣出演了這部劇，因為我認為這是一個每個人都應該知道、必須有人表達的故事。」，超齡的演技受到評論家和觀眾的一致好評，並在第24屆中國金雞百花電影節獲頒最佳外語片女主角獎。[19][20]

### 2016-2021年：簽約新公司動向受關注
- 2016年，首次嘗試歷史劇《魔女寶鑑》，也是第一個成人角色，與劇中男主角尹施允之間14歲的年齡差距在播出前就引起關注。對此，金賽綸解釋說：“我感覺不到年齡差異，因為他有一顆善良的心，看起來很年輕，生活也很年輕。”，“他很照顧我，讓我在片場感到很舒服。”透過在奇幻歷史劇甚至情節的複雜類型中，金賽綸展現了多變的表演，克服了初期大眾對選角的疑慮，也贏得第9屆韓國電視劇節女子新人賞[21]。11月，金賽綸結束與Fantagio娛樂長期的合作關係簽約至YG娛樂，YG表示：“我們很高興能與擁有紮實演技和獨特魅力的演員金賽綸成為家庭的一員”，並補充道“我們將不遺餘力地支持她在許多方面進一步成長。”[22]

- 2018年，與演員馬東石睽違六年再度合作的電影《惡鄰布局》，為金賽綸青少年時期的最後一部作品，並提及選擇這部電影的原因：“如果我的青少年時期最後所扮演的角色，是最能表達現在的我，那就太好了，我認為我們有很多相似的性格。”她補充道，“這是最像我的角色。”[23]

- 2019年，擱置三年的中、韓合作電影《雙生》上映，為金賽綸首度跨足海外，進軍中國的作品，但最終因限韓令戲份全部被刪[24]。今年主要活躍於小銀幕，先後出演電視劇《Leverage：詐騙操作團》、《戀愛播放列表4》。11月，據媒體報導金賽綸與YG娛樂的專屬合約到期，經雙方討論之後確定不再續約[25]。

- 2020年，金賽綸與演員金秀賢、徐睿知一起簽約至Goldmedalist[26]。2021年，透過《優秀巫師賈斗心》時隔兩年重返電視劇，以實力展現“成長型主角”的水準，細膩地傳達角色的變化和成長的三個階段，贏得了好評[27]。

### 2022-2024年：酒駕沉寂後復出卻受阻
- 2022年，金賽綸在首爾江南區的道路上酒駕行駛時，多次撞上護欄、行道樹、變電箱，被警方以違反道路交通法立案偵查。儘管沒有人員傷亡，但事故導致附近57家商店和其他地點受損，電力供應被切斷。事發一天後，金賽綸表示正在反省自己的錯誤，道歉說：“我向因此次事件而受到損害和不便的眾多人士，以及所有致力於恢復受損公共設施的人們表示誠摯的歉意，並承諾將盡全力挽回損失。”而原定出演的新劇《Trolley：命運交叉點》，也受到影響，由所屬社向製作公司Studio S致歉後退出該劇[28]。12月1日，Gold Medalist透露與金賽綸的經紀合約已經到期，並決定不再續約[29]。

- 2023年，酒駕肇逃的事件持續影響，但由於《獵犬》是一部已經拍攝了一段時間的作品，Netflix並沒有宣布金賽綸退出該劇，因她的拍攝已基本完成，而且是女主角，剪輯並不容易，所以決定進行最低程度的刪減並重寫第7集和第8集有關金賽綸的戲份後播出。導演金周煥在後來的採訪中承認，“我盡了最大努力以某種方式挽救作品並減少（給觀眾）帶來的不便。”[30][31]8月，OGAM Entertainment透過其官方YouTube頻道公開了EI brothers與Christine Corless共同創作的歌曲《Bittersweet》，金賽綸在音樂錄影帶中亮相作為復出的第一步，但因酒駕事故被判罰款僅一年三個月後，她就恢復了娛樂圈活動，加上音樂錄影帶的發布正值Netflix的《獵犬》上映，引起軒然大波，也引發了許多爭議[32]。

- 2024年，金賽綸試圖攜舞台劇《水蘿蔔辛奇》回歸，預計在5月開始演出，但批評聲浪並沒有輕易平息，飽受壓力之下，因健康狀況不佳而辭演，復出以失敗告終[33]。

### 2025年：驟然離世兩遺作待上映
- 2025年2月16日，首爾城東警察署（朝鲜语：서울성동경찰서）接獲報案稱，下午4時54分左右，金賽綸的好友在到訪其位於首爾城東區聖水洞（朝鲜语：성수동）2街的住處時，發現金賽綸已失去呼吸及心跳，得年24歲[1][2]。現場無外部入侵的痕跡，警方研判金賽綸為自殺，故將以非正常死亡的案件進行處理[34]。而生前拍攝的兩部作品，未料成為遺作，據悉，去年11月殺青後正在剪輯的音樂電影《吉他手》是金賽綸為重返演藝圈而準備的作品，講述一位吉他手加入地下樂團「火山(Volcano)」的故事，片中她飾演在一個不知名樂團中擔任鍵盤手[35]；另一部則是早在2021年拍攝的《我們每天每天》，改編自Kakao Page同名網路漫畫，講述青梅竹馬的好友長大後領悟愛情的青春成長劇，金賽綸飾演熱愛籃球的高中生韓如蔚。導演金珉載表示：“目前正在將其剪輯成電影”，並補充“計劃秋季先以電影形式上映，然後以7集電視劇播出，我認為這是我現在唯一能為賽綸做的事情。”[36][37]

- 4月28日，電影《吉他手》的發行公司CMNIX先行公開OST《沒有痛苦的世界》的MV，導演李善政表示，“金賽綸在電影拍攝現場展現出明亮的能量，充滿熱情”，“希望她就像OST歌名所暗示的那樣，在沒有痛苦的世界裡幸福快樂”，並補充道“將把OST的全部收益捐贈給韓國生命尊重希望中心”，電影敲定將於5月30日上映。[38]

## 爭議事件

### 在世
2022年5月18日上午8時左右，金賽綸在首爾江南區鶴洞十字路口附近酒駕撞到變電箱後逃逸。事後，所屬經紀公司Gold Medalist發出道歉聲明，表示會深切反省，並承諾將竭盡全力進行事故現場重建，並向大眾致歉。爭議發生後，金賽綸不僅從SBS新劇《Trolley：命運交叉點》下車，主演的Netflix漫改劇《獵犬》也將重新編輯減少她出演的部分。
2022年12月16日，金賽綸被首爾中央地方檢察廳以違反《道路交通法》不拘留起訴。事發當時搭乘她車輛的20多歲同車友人也被連坐控以協助和教唆酒駕不拘留起訴，正等待法院開庭審理。酒駕事發當時她在現場拒絕一般酒駕檢測，要求血液檢測。一週多後確認她血液酒精濃度為0.2％，遠遠超過規定吊銷駕照的0.08％。
2023年4月5日，首爾中央地方法院判處金賽綸罰款2000萬韓圓。

### 逝後
2025年3月10日，韓國YouTube自媒體頻道「橫豎研究所」（가로세로연구소）宣稱透過金赛纶的家人，以声明和照片的形式指控演員金秀賢涉嫌儿童性诱拐。金赛纶的家人声称，金秀賢与金赛纶从2015年开始长达六年的交往，当时他们分别是27岁和15岁，而金赛纶選擇在金秀賢的生日當天自杀身亡，則是與Goldmedalist和金秀賢壓迫逼還7億脫不了關係。但金秀賢的經紀公司Goldmedalist否认了这些指控，并宣布將对原告采取最强硬的法律行动。

## 影視作品

### 電視劇
| 年份   | 電視台    | 劇名                     | 角色           | 備註     |
| ------ | --------- | ------------------------ | -------------- | -------- |
| 2011年 | MBC       | 《能聽見我的心嗎？》     | 奉友莉（童年） | [ 51 ]   |
| 2011年 | Channel A | 《天上花園GOMBE嶺》      | 姜銀秀         | 主演     |
| 2012年 | SBS       | 《時尚王》               | 李佳英（童年） | [ 53 ]   |
| 2012年 | tvN       | 《需要浪漫2012》         | 尹琪賢         | 特別演出 |
| 2012年 | MBC       | 《媽媽是什麼》           | 朴賽綸         | 主演     |
| 2012年 | MBC       | 《想你》                 | 寶拉           | 聲音出演 |
| 2013年 | MBC       | 《女王的教室》           | 金瑞賢         | 主演     |
| 2014年 | KBS2      | 《愛在高中》             | 李瑟菲         | 主演     |
| 2015年 | MBC       | 《華麗的誘惑》           | 申恩秀（少年） | [ 59 ]   |
| 2015年 | Naver TV  | 《To Be Continued》      | 鄭雅琳         | 主演     |
| 2015年 | KBS2      | 《雪路》                 | 姜英愛         | 主演     |
| 2016年 | JTBC      | 《魔女寶鑑》             | 妍熙/睿麗      | 主演     |
| 2019年 | TV朝鮮    | 《Leverage：詐騙操作團》 | 高娜星         | 主演     |
| 2019年 | Naver TV  | 《戀愛播放列表4》        | 徐智敏         | 主演     |
| 2020年 | SBS       | 《無人知曉》             | 車英珍（少年） | [ 65 ]   |
| 2021年 | Kakao TV  | 《優秀巫師賈斗心》       | 賈斗心         | 主演     |
| 2021年 | KBS2      | 《Drama Special—她們》   | 小雙           | 主演     |
| 2022年 | Disney+   | 《第六感之吻》           | 荷璐           | 特別演出 |
| 2023年 | Netflix   | 《獵犬》                 | 車賢珠         | 主演     |

### 電影
| 年份   | 片名               | 角色           | 備註          |
| ------ | ------------------ | -------------- | ------------- |
| 2009年 | 《等待回家的日子》 | 李珍熙         |               |
| 2010年 | 《大叔》           | 鄭素美         | [ 70 ]        |
| 2011年 | 《惡爸警探》       | 敏芝           |               |
| 2012年 | 《惡鄰拼圖》       | 袁汝善、劉秀妍 |               |
| 2012年 | 《芭比》           | 李順英         | [ 71 ]        |
| 2013年 | 《教學觀摩》       | 朴子妍         |               |
| 2014年 | 《萬神》           | 金錦花（少年） |               |
| 2014年 | 《道熙呀》         | 宣道熙         |               |
| 2014年 | 《索命人孔蓋》     | 秀晶           |               |
| 2016年 | 《大演員》         | 薛康植的女兒   | 特別出演      |
| 2017年 | 《雪地裡的擁抱》   | 姜英愛         | 主角          |
| 2018年 | 《》               | 姜宥貞         | 主角          |
| 2019年 | 《雙生》           |                | [ 73 ] [ 74 ] |
| 2025年 | 《吉他手》         | 申裕真         | 主角          |
| 待公布 | 《我們每天每天》   | 韓茹蔚         | 主角          |

### 音樂錄影帶
| 年份   | 歌手                           | 曲名                                | 備註     | 來源   |
| ------ | ------------------------------ | ----------------------------------- | -------- | ------ |
| 2014年 | Block B                        | 《JACKPOT》                         |          | [ 77 ] |
| 2014年 | 5urprise                       | 《From my heart》                   |          | [ 78 ] |
| 2021年 | 尹鐘信                         | 《Graduation Tears（졸업 눈물)》    | 與金永大 | [ 79 ] |
| 2023年 | EI brothers，Christine Corless | 《Bittersweet》                     |          | [ 80 ] |
| 2025年 | 李善政(이선정)                 | 《沒有痛苦的世界（아픔 없는 세상)》 |          | [ 81 ] |

## 節目主持
| 播出日期                     | 電視台 | 節目名稱                 | 備註                     |
| ---------------------------- | ------ | ------------------------ | ------------------------ |
| 2015年11月21日—2017年4月15日 | MBC    | 《Show! 音樂中心》       | 與金旻載共同主持         |
| 2016年10月1日                |        | 《2016亞洲青少年音樂節》 | 與張東赫、姜怡碩共同主持 |
| 2016年10月7日                |        | 《韓國電視劇節》         | 與吳尚津共同主持         |

## 獎項
| 年份   | 頒獎典禮                      | 獎項                            | 作品                    | 結果 |
| ------ | ----------------------------- | ------------------------------- | ----------------------- | ---- |
| 2010年 | 第19屆 釜日電影獎             | 新人女子演技獎                  | 《等待回家的日子》      | 獲獎 |
| 2010年 | 第4屆 亞洲電影大獎            | 最佳新人演員獎                  | 《等待回家的日子》      | 提名 |
| 2010年 | 國際兒童青少年電影節          | 兒童演員特別獎                  | 《等待回家的日子》      | 獲獎 |
| 2010年 | 第8屆 大韓民國電影大獎        | 新人女演員獎                    | 《大叔》                | 獲獎 |
| 2011年 | MaxMovie最佳電影獎            | 最優秀女子新人演技獎            | 《大叔》                | 獲獎 |
| 2011年 | 第47屆 百想藝術大賞           | 女子新人演技獎                  | 《大叔》                | 提名 |
| 2012年 | 第12屆 韓國青少年電影獎       | 童星獎                          | 不適用                  | 獲獎 |
| 2013年 | 第40屆 MBC演技大賞            | 童星獎                          | 《女王的教室》          | 獲獎 |
| 2013年 | 第6屆 韓國電視劇節            | 最佳童星獎                      | 《女王的教室》          | 提名 |
| 2014年 | 第35屆 青龍電影獎             | 最佳女新人獎                    | 《道熙呀》              | 獲獎 |
| 2014年 | 第51屆 大鐘獎                 | 最佳女新人獎                    | 《道熙呀》              | 提名 |
| 2014年 | 第14屆 韓國青少年電影獎       | 童星獎                          | 《道熙呀》              | 獲獎 |
| 2014年 | 第28屆 KBS演技大獎            | 女子青少年獎                    | 《愛在高中》            | 提名 |
| 2014年 | Herald Donga Lifestyle Awards | 時尚ROOKIE獎                    | 不適用                  | 獲獎 |
| 2015年 | 第51屆 百想藝術大賞           | 女子最優秀演技獎                | 《道熙呀》              | 提名 |
| 2015年 | 第24屆 釜日電影獎             | 最佳女配角                      | 《道熙呀》              | 提名 |
| 2015年 | 第2屆 野花電影獎              | 最佳女配角                      | 《道熙呀》              | 提名 |
| 2015年 | 第35屆 黃金攝影賞             | 新人女演員獎                    | 《道熙呀》              | 獲獎 |
| 2015年 | 中國金雞百花電影節            | 最佳外語片女主角獎              | 《雪路》                | 獲獎 |
| 2015年 | 第29屆 KBS演技大賞            | 女子青少年獎                    | 《雪路》                | 提名 |
| 2015年 | MBC演藝大獎                   | 音樂脫口秀部門-女子新人獎       | 不適用                  | 提名 |
| 2016年 | MBC演藝大獎                   | 音樂脫口秀部門-女子優秀獎       | 不適用                  | 提名 |
| 2016年 | 第9屆 韓國電視劇節            | 女子新人賞                      | 《魔女寶鑑》            | 獲獎 |
| 2021年 | KBS演技大賞                   | 女子Drama Special ‧ TV Cinema獎 | 《Drama Special－她們》 | 獲獎 |

## 备注
1. ↑  已通過韓國高中學力鑑定考試。[3]

## 外部連結
- 金賽綸的Instagram帳戶
- 金賽綸的X（前Twitter）
- 金賽綸的新浪微博（中文）
- 金賽綸在NAVER上的资料
- 金賽綸在Daum上的资料
- 金賽綸在韩国电影数据库（KMDb）上的資料（韓語）
- 金賽綸在互联网电影资料库（IMDb）上的資料（英文）
- 金賽綸在HanCinema的頁面（英文）